# Manuel Ansola Unzueta
Manuel Ansola Unzueta (Elgóibar, 23 de enero de 1883 - Santiago de Compostela, 1971) fue un compositor, organista y maestro de capilla español.

## Vida
Manuel Ansola Unzueta nació en Elgóibar, en la provincia de Guipúzcoa, el 23 de enero de 1883. Formaba parte de una conocida familia de txistularis, los Ansola. Durante sus primeros años se formó musicalmente con su tío, el organista elgobarrés Andrés Lizarriturri.
Comenzó sus estudios eclesiásticos en el seminario de Vitoria, donde también ampliaría sus estudios musicales. Pronto, en 1906, ya se había trasladado a Astorga; allí estudió en el seminario y ejerció de organista. También había intención, por deseo del obispo de Astorga, Julián de Diego y García Alcolea, de que se le realizaran unas oposiciones para el magisterio astorgano en Valladolid. Lo examinaría el organista de la Catedral, Segundo Milagros, y el profesor y compositor de música Jacinto Ruiz Manzanares, retrasándose todo el proceso dos años. Ansola tomó posesión del magisterio astorgano el 29 de septiembre de 1908, siendo todavía tonsurado. Fue ordenado sacerdote al año siguiente y celebró su primera misa el 18 de abril de ese año. En Astorga fue profesor de Evaristo Fernández Blanco, uno de los compositores españoles más relevantes de la Generación del 27.
El 1 de octubre de 1914 solicitaba por carta al cabildo de Santiago de Compostela el acceso a las oposiciones para la plaza de organista primero. Ganó las oposiciones y tuvo que esperar a la real orden del 5 de noviembre para ser nombrado beneficiado organista. El 18 de mismo mes tomaba posesión del beneficio. Además, fue profesor de Música del seminario de Santiago, cargo que simultaneaba con el de organista. Vivió en el seminario de Confesores, junto con el maestro de capilla, Manuel Soler Palmer, y los niños del coro.
En las actas capitulares de Santiago de Compostela aparece el Ansola, tanto por nombre como por cargo, en numerosas ocasiones. En ninguna aparecen quejas o dificultades con el organista. En cambio hay numerosas referencias a su participación en los tribunales de oposición para los exámenes de músicos y a su realización de informes técnicos o asesoramientos para la reforma de la capilla de música. Por ejemplo, en 1930 solicitó al cabildo el montaje de motores eléctricos en los órganos, que fue concedido.
En 1934 el maestro de capilla compostelano, Manuel Soler Palmer, ganaba las oposiciones a profesor de Música de la Escuela Normal de Madrid, pero no renunció a su beneficio en Santiago. Ansola se encargó de las responsabilidades del magisterio durante la vacancia del cargo.
Permaneció en la organistía compostelana hasta su jubilación en 1966. Fallecería en Santiago de Compostela en 1971.

## Obra
No se conservan composiciones de Ansola ni en la Catedral de Astroga, ni en la Santiago de Compostela, a pesar de que hay noticias de que compuso un Tantum ergo. En la fundación Eresbil se conserva un Ave María para tenor y órgano.